# Callancyla malleri
Callancyla malleri là một loài bọ cánh cứng trong họ Cerambycidae.